# Liste des albums musicaux numéro un au Billboard 200 en 2016
Cette page présente les albums musicaux numéro 1 chaque semaine en 2016 au Billboard 200, le classement officiel des ventes d'albums aux États-Unis établi par le magazine Billboard. Les cinq meilleures ventes annuelles sont également listées.

## Classement hebdomadaire
| Date         | Artiste(s)           | Titre                                                                   | Référence |
| ------------ | -------------------- | ----------------------------------------------------------------------- | --------- |
| 2 janvier    | Adele                | 25                                                                      |           |
| 9 janvier    | Adele                | 25                                                                      |           |
| 16 janvier   | Adele                | 25                                                                      |           |
| 23 janvier   | Adele                | 25                                                                      |           |
| 30 janvier   | David Bowie          | Blackstar                                                               |           |
| 6 février    | Panic! at the Disco  | Death of a Bachelor                                                     |           |
| 13 février   | Adele                | 25                                                                      |           |
| 20 février   | Rihanna              | Anti                                                                    |           |
| 27 février   | Future               | Evol                                                                    |           |
| 5 mars       | Adele                | 25                                                                      |           |
| 12 mars      | Adele                | 25                                                                      |           |
| 19 mars      | The 1975             | I Like It When You Sleep, for You Are So Beautiful yet So Unaware of It |           |
| 26 mars      | Kendrick Lamar       | Untitled Unmastered                                                     |           |
| 2 avril      | Rihanna              | Anti                                                                    |           |
| 9 avril      | Gwen Stefani         | This Is What the Truth Feels Like                                       |           |
| 16 avril     | Zayn                 | Mind of Mine                                                            |           |
| 23 avril     | Kanye West           | The Life of Pablo                                                       |           |
| 30 avril     | The Lumineers        | Cleopatra                                                               |           |
| 7 mai        | Prince               | The Very Best of Prince                                                 |           |
| 14 mai       | Beyoncé              | Lemonade                                                                |           |
| 21 mai       | Drake                | Views                                                                   |           |
| 28 mai       | Drake                | Views                                                                   |           |
| 4 juin       | Drake                | Views                                                                   |           |
| 11 juin      | Drake                | Views                                                                   |           |
| 18 juin      | Drake                | Views                                                                   |           |
| 25 juin      | Drake                | Views                                                                   |           |
| 2 juillet    | Drake                | Views                                                                   |           |
| 9 juillet    | Drake                | Views                                                                   |           |
| 16 juillet   | Drake                | Views                                                                   |           |
| 23 juillet   | Blink-182            | California                                                              |           |
| 30 juillet   | Drake                | Views                                                                   |           |
| 6 août       | Drake                | Views                                                                   |           |
| 13 août      | Drake                | Views                                                                   |           |
| 20 août      | DJ Khaled            | Major Key                                                               |           |
| 27 août      | Divers artistes      | Suicide Squad: The Album (Bande originale du film Suicide Squad)        |           |
| 3 septembre  | Divers artistes      | Suicide Squad: The Album (Bande originale du film Suicide Squad)        |           |
| 10 septembre | Frank Ocean          | Blonde                                                                  |           |
| 17 septembre | Barbra Streisand     | Encore: Movie Partners Sing Broadway                                    |           |
| 24 septembre | Travis Scott         | Birds in the Trap Sing McKnight                                         |           |
| 1er octobre  | Jason Aldean         | They Don't Know                                                         |           |
| 8 octobre    | Drake                | Views                                                                   |           |
| 15 octobre   | Shawn Mendes         | Illuminate                                                              |           |
| 22 octobre   | Solange              | A Seat at the Table                                                     |           |
| 29 octobre   | Green Day            | Revolution Radio                                                        |           |
| 5 novembre   | Kings of Leon        | Walls                                                                   |           |
| 12 novembre  | Lady Gaga            | Joanne                                                                  |           |
| 19 novembre  | Jeezy                | Trap or Die 3                                                           |           |
| 26 novembre  | Bon Jovi             | This House Is Not for Sale                                              |           |
| 3 décembre   | A Tribe Called Quest | We Got It from Here... Thank You 4 Your Service                         |           |
| 10 décembre  | Metallica            | Hardwired… to Self-Destruct                                             |           |
| 17 décembre  | The Weeknd           | Starboy                                                                 |           |
| 24 décembre  | Divers artistes      | The Hamilton Mixtape (Mixtape d'après la comédie musicale Hamilton)     |           |
| 31 décembre  | J. Cole              | 4 Your Eyez Only                                                        |           |

## Classement annuel
Les 5 meilleures ventes d'albums de l'année aux États-Unis selon Billboard :
1. Adele - 25
2. Drake - Views
3. Justin Bieber - Purpose
4. Beyoncé - Lemonade
5. Rihanna - Anti